# Der Tod und das Mädchen (Comic)
Der Tod und das Mädchen ist eine Comicreihe der österreichischen Zeichnerin und Geschichtenentwicklerin Nina Ruzicka.  Der Comic bezieht sich auf das künstlerische Motiv Der Tod und das Mädchen, das sich in der europäischen bildenden Kunst, Literatur und Musik seit der Renaissance findet. Der Comic wurde seit 2001 wöchentlich auf den Comic-Seiten des ORF und nach deren Einstellung auf der Website der Künstlerin veröffentlicht. Eine Veröffentlichung in Buchform erfolgte in den Jahren 2005 und 2006 in 3 Bänden.

## Handlung des ersten Teils
Die Protagonistin Mercedes begegnet Jahre während einer Autofahrt auf einer Autobahn dem Tod, der als Sensenmann mit Kutte dargestellt wird. Durch die frühere Begegnung weiß sie allerdings sein Geheimnis, nämlich dass man nur stirbt, wenn man den Tod mit Namen anspricht.
Da sie den Tod durch ihre Flucht allerdings demütigt, heftet er sich an Mercedes’ Fersen. Im Laufe der Geschichte entwickelt sich eine Beziehung zwischen ihnen, die am Anfang durch den stetigen Versuch des Todes gekennzeichnet ist, das Mädchen dahingehend auszutricksen, dass sie ihn beim Namen nennt, was ihr Todesurteil wäre, da er sie in diesem Falle mit sich nehmen dürfte. Im weiteren Verlauf der Geschichte wandelt sich diese Beziehung und wird emotionaler, es entspinnt sich eine zerbrechliche Zuneigung, die an manchen Stellen stark an eine heimliche und von beiden verleugnete Liebe erinnert.

## Personen
Zu den zentralen Figuren des ersten Teils der Geschichte gehören neben den zwei titelgebenden Hauptfiguren, eben dem Tod und dem Mädchen, noch der in einen roten Kapuzenpulli mit der Aufschrift „YO!“ gehüllte „kleine Tod“, welcher eine Anspielung auf „la petite mort“ darstellt, sowie der Freund des Mädchens und ihr hellbeiger VW-Käfer, eine Sonderanfertigung mit herunterkurbelbaren Rückfenstern.
Im zweiten Teil taucht zudem eine Gruppe Frauen auf, angeblich Dienerinnen des Todes, die allem Anschein nach eine wichtige Rolle in der weiteren Geschichte spielen werden, welche aber zu Beginn noch vollkommen unklar und mysteriös ist.

## Stil
Während der erste Abschnitt der Geschichte starke Slapstick-Elemente enthält, wobei der Tod zuweilen als äußerst tollpatschig, zum Teil gar fast clownesk dargestellt wird, so entwickelt sich dem Ende entgegen zunehmend ein immer düsterer werdender Grundton, und der Tod gewinnt die bedrohlichere Rolle des „Seelenernters“ zurück.
Der Comic steckt voller Anspielungen. Ruzicka entlehnt Leitmotive und ganze Szenen, aber auch versteckte kleine und meist nicht direkt ersichtliche Querverweise dem Kontext klassischer Bilder, Filme und Geschichten, zum Beispiel Ingmar Bergmans Film Das siebente Siegel.  oder Ray Bradburys Erzählung Death and the Maiden. Ebenfalls im ersten Band ihrer Reihe zeichnet sie Lucinda Grenton-Witherspoon als die bessere Hälfte des alten Farmerehepaars aus dem Gemälde American Gothic von Grant Wood, eines der am häufigsten zitierten modernen Bilder der Welt.
Zudem bezieht sie sich auf die Tradition des Totentanzes in der bildenden Kunst, den sie mit Elementen des Musicals Elisabeth und Das Phantom der Oper vermengt, wenn etwa der in ein Kostüm gepresste Tod das Mädchen zum Tanz auffordert, um es zu trösten.
Ein weiteres Beispiel ist das Nummernschild des Käfers, D810, was eine Anspielung auf Franz Schuberts Streichquartett in d-Moll, mit Namen Der Tod und das Mädchen ist. Das D steht dabei für das Deutschverzeichnis, in dem alle von Schuberts Werken verzeichnet sind, und die 810 ist die Nummer des Stückes.
Auch sieht man in einer Sprechblase des Todes die „ficksche Formel“, als er vom Fremdgehen Mercedes’ Freundes erfährt.
Daneben verwendet sie aber auch verschiedene Kalauer. Mercedes fährt einen Käfer, worüber viele Witze gemacht werden: „Du heißt Mercedes? Lass mich raten: Dein Nachname ist Käfer. Mercedes Käfer!“
Im ersten Teil waren die Strips noch weitgehend episodenhaft und in sich abgeschlossen. Beim zweiten Teil steht, wegen der geänderten Veröffentlichungssituation, die Gesamtgeschichte im Vordergrund, so dass die jeden Strip mehr oder weniger abschließenden Pointen in den Hintergrund getreten sind.

## Veröffentlichungsgeschichte
Die Internetpräsenz des ORF veröffentlichte eine Zeit lang Comicserien junger und noch (recht) unbekannter Zeichner, zu denen auch Nina Ruzickas Der Tod und das Mädchen gehörte. Die entsprechende Abteilung der Onlinepräsenz schloss Ende Juni 2005.
Nach anfänglichen Problemen bei der Suche nach einem Verlag, der bereit war, das Werk nach ihren Vorstellungen zu drucken und zudem nicht alle Lizenzen und Nutzungsrechte für sich beanspruchte, fand sich der von Lydia Schönberger neu gegründete Verlag die Biblyothek, bei dem sich die Veröffentlichung den Wünschen der Autorin entsprechend realisieren ließ.
Anfang September 2005 erschien der erste Band der Serie, der mittlerweile vergriffen ist. Diesem folgten im Frühjahr 2006 der zweite und Ende 2006 der dritte Band.
Die veröffentlichten Bände enthalten die Handlung des ersten Teils der Geschichte, wobei sie an einigen Stellen mit neuen Bildern und kurzen Seitenhandlungen ausgeschmückt wurde, um zum einen den Kauf interessanter zu machen, zum anderen aber auch, weil die Loslösung vom strengen Paneelenformat der Internetvorlage eine größere künstlerische Freiheit erlaubte. Zudem waren manche Handlungsseitenstränge schon zu Zeiten der Veröffentlichung auf der ORF-Seite im Entstehen, mussten jedoch aufgrund der Länge der Geschichte wegfallen.